# Аль-Сада, Мохаммед Салех
Мухаммед бен Салех ас-Сада — катарский политик и бизнесмен, министр энергетики и промышленности Катара (с 2011 года).

## Биография
Окончил университет Катара со степенью бакалавра.
Имеет степень доктора наук (PhD), полученную в Университете Манчестерского института науки и технологий.
С 1983 года работает в Национальной нефтегазовой компании Катара Qatar Petroleum, где, в частности, занимал должность технического директора.
В 2007-2010 годах занимал пост государственного министра по делам энергетики и промышленности Катара.
Параллельно в 2006 по 2011 годах являлся управляющим директором RasGas.
18 января 2011 года был назначен министром энергетики и промышленности Катара. Сохранил свой министерский пост в 2013 году после вступления на трон нового эмира Тамима бен Хамада Аль Тани. Кроме того, 14 февраля 2011 года назначен председателем совета директоров компании Qatar Petroleum, а 24 февраля - председателем директоров компании RasGas. Также занимает должности председателя совета директоров в катарских компаниях, входящих в группу компаний Qatar Petroleum: Qatargas Operating Company Limited, Qatar Gas Transport Company Limited (Nakilat), Qatar International Petroleum Marketing Company Ltd. (Tasweeq), Qatar Chemical and Petrochemical Marketing and Distribution Company (Muntajat).
Параллельно занимает должности вице-председателя совета директоров компаний Qatar Chemical Company (Q-Chem) и Qatar Steel Company (QASCO), а также председателя совета директоров Qatar Metals Coating Company (Q-Coat).
Был избран президентом ОПЕК на 2016 год.

## Личная жизнь
Женат. Имеет пятерых детей - две дочери и три сына.